# Takeshi Okada
Takeshi Okada (Osaka, 25. kolovoza 1956.) je japanski nogometaš.

## Klupska karijera
Igrao je za Furukawa Electric.

## Reprezentativna karijera
Za japansku reprezentaciju igrao je od 1980. do 1985. godine. Odigrao je 24 utakmice postigavši 1 pogodak.

## Statistika
| Japan  | Japan | Japan |
| Godina | Nas.  | Gol.  |
| ------ | ----- | ----- |
| 1980.  | 3     | 0     |
| 1981.  | 5     | 0     |
| 1982.  | 2     | 1     |
| 1983.  | 7     | 0     |
| 1984.  | 4     | 0     |
| 1985.  | 3     | 0     |
| Ukupno | 24    | 1     |

## Vanjske poveznice
- National Football Teams
- Japan National Football Team Database